# Linochora rhododendri
Linochora rhododendri är en svampart som beskrevs av S. Ahmad 1971. Linochora rhododendri ingår i släktet Linochora och familjen Phyllachoraceae.   Inga underarter finns listade i Catalogue of Life.